# Лландидно (футбольный клуб)
«Лландидно» (валл. Clwb Pêl-droed Llandudno) — валлийский футбольный клуб из одноименного города, графство Конви, Уэльс. Основан в 1878 году. Домашние матчи проводит на стадионе «Мэйсду Парк» общей вместимостью 1 013 зрителей.
Бронзовый призёр чемпионата Уэльса по футболу сезона 2015/16.

## История клуба
Первые упоминания о футболе в городе Лландидно графства Конви восходят к 1878 году. Первый футбольный клуб города получил название «Llandudno Gloddaeth» (рус. «Лландидно Глоддич»), под которым принимал участие в местных турнирах в течение первых десяти лет своего существования.
Изначально футбол в городе культивировался с целью обеспечения дополнительной занятости и тренировок для игроков в национальный вид спорт Уэльса крикет во время межсезонья. Помимо клубных турниров, в городе проводились матчи с участием национальной сборной. Первая международная встреча сборной Уэльса против команды Ирландии был сыграна в 1898 году на городском стадионе.
В течение 1880-х годов в городе был образован целый ряд футбольных команд, основным из которых стал «Лландидно Глоддич», первый футбольный клуб региона. В сезоне 1886/87 команда дебютировала в кубке Уэльса, где в 1/8 финала уступила «Бангор Сити».
В начале 1890-х годов клуб был переименован в «Llandudno Swifts» (рус. «Лландидно Свифтс»). В сезоне 1891/92 команда выиграла свой первый трофей — кубок «FAW Трофи», футбольный турнир среди любительских клубов Уэльса.
В сезоне 1892/93 команда дошла до полуфинала кубка Уэльса, где уступила будущему обладателю трофея «Рексему».
В сезоне 1893/94 команда впервые приняла участие в лиге Северного Уэльса. Два года подряд: в сезоне 1896/97 и в сезоне 1897/98 команда становилась чемпионом турнира, представлявшего Северный Уэльс.
В 1921 году команда дебютировала в турнире «Национальной лиги» (третий и четвёртый дивизионы Уэльса) в зоне «Север», где спустя два года стала чемпионом.
В 1930 году клуб впервые в истории стал обладателем Кубка валлийской лиги.
Свое нынешнее название «ФК Лландидно» (англ. «Llandudno Football Club») команда получила лишь после своей реорганизации в 1988 году, спустя 110 лет после появления первой команды в городе.
В 1926 году команда выиграла кубок Северного Уэльса, а в 1929 году кубок Северного Уэльса среди игроков-любителей. В 1931 году клуб был наказан Федерацией футбола страны, когда ассоциация поручила команде выступать в чемпионате Восточного Уэльса, а не северного. Однако выступать в другом турнире клуб отказался, из-за чего команда была снята с розыгрыша чемпионата.
В 1935 году клуб вошел в состав Валлийской лиги в зоне «Север» (третий и четвёртый дивизионы), образованной в том же году. До 1939 года команда принимала участие в лиге, вплоть до начала Второй мировой войны. В 1945 году команда вернулась к участию в турнире и оставалась в нём вплоть до 1974 года. В 1936 году клуб впервые стал чемпионом лиги, повторив достижение уже в следующем сезоне.
Помимо некоторых успехов во внутреннем первенстве, команда собрала немало любительских трофеев в местных кубковых турнирах: в 1948-м и 1962 году был выигран кубок Северного Уэльса, в 1951-м кубок «Алвес», а в 1965 году кубок «Куксон».
В конце 1970-х годов на месте старого стадиона клуба был построен магазин, из-за чего команде приходилось выступать на стадионах, не предназначенных для игры в футбол. В 1991 году городской Совет Лландидно объявил об открытии в городе нового стадиона, разрешив местной команде проводить на нём свои матчи. Официальное открытие арены состоялось в том же году. Стадион получил название «Мэйсду Парк». С того момента и до сегодняшнего дня арена является домашним стадионом команды.
В 1994 году на арене было впервые установлено искусственное освещение. В следующем году на стадионе были построены две трибуны, обеспечивая 130 крытых мест для зрителей. В течение следующих сезонов «Мэйсду Парк» претерпел существенные изменения, в частности, была открыта дополнительная трибуна для прессы. В сезоне 2004/05 были открыты новые раздевалки. В последующие годы на стадионе были установлены трибуны для людей с ограниченными физическими возможностями. В настоящее время арена соответствует всем критериям Федерации футбола Уэльса.
В августе 2014 года главный тренер национальной сборной Уэльса Крис Коулман посетил арену, чтобы официально открыть новый реконструированный стадион «Мэйсду Парк» категории «3G», обошедшуюся городскому бюджету в 420 000 фунтов стерлингов.
Большую часть своей истории команда провела в турнирах низших футбольных лиг чемпионата Уэльса. В 1993 году «Лландидно» впервые в истории принял участие в лиге «Камри Альянс», втором по значимости дивизионе страны. В своем первом же сезоне в новой лиге команда заняла небывало высокое для новичка турнира четвёртое место. В последующие годы клуб будет регулярно входить в первую пятерку чемпионата. В сезоне 1997/98 у клуба возникнет игровой спад, затянувшийся на долгие годы. Команда откатилась в середину турнирной таблицы. Наконец, в сезоне 2002/03 последовал успех: команда впервые заняла второе место, пропустив вперед лишь чемпиона турнира клуб «Портмадог». Казалось, следующий сезон сулил большие перспективы на итоговый успех, и исторический выход «Лландидно» в Премьер лигу был не за горами, однако команду ждало разочарование: сезон был провален, а клуб занял лишь седьмую строчку. В последующие годы команда занимает места в середине таблицы. Начиная с сезона 2007/08 «Лландидно» регулярно входит в число лучших команд лиги. Сезон 2012/13 вышел неудачным: команда откатилась на 12-е место, худшую позицию клуба за все время участия в турнире. Шесть очков отделило команду от зоны вылета.
Неудачный сезон 2012/13 пошел на пользу клубу. Менее чем через два года, в сезоне 2014/15 «Лландидно» за явным преимуществом выиграл лигу «Камри Альянс» и впервые в истории поднялся в Премьер лигу — высший футбольный дивизион валлийского первенства. Потерпев лишь три поражения за весь сезон, команда забила рекордное количество мячей в лиге — 96, а итоговое преимущество от второй команды турнира «Кернарфон Таун» составило пять баллов.
В июле 2015 года клуб заключил партнерское соглашение с местной организацией «MBi Consulting Limited». В дебютном сезоне в высшей лиге команда отличилась с самой лучшей стороны, выдав фантастический сезон и сходу заняла третье место по итогам турнира. Команда набрала 52 очка по итогам первенства, на пять баллов отстав от серебряного призёра «Бала Таун» и на двенадцать от бессменного лидера чемпионата последних лет «ТНС». Благодаря победе действующего чемпиона страны клуба «ТНС» в финале кубка Уэльса, «Лландидно» получил прямую путевку в еврокубки, впервые в своей истории.
В сезоне 2016/17 команда дебютировала в первом отборочном раунде Лиги Европы, где по сумме двух матчей уступила шведскому клубу «Гётеборг» со счетом 1:7. 7 июля 2016 года в рамках ответного матча на стадионе «Нантпорт» в Бангоре (собственная арена не соответствует критериям УЕФА), «Лландидно» забил свой первый гол в еврокубках. На 72-й минуте встречи отличился полузащитник Дэнни Хугс. Уступив со счетом 1:2, команда закончила выступление в турнире.

## История названий
- 1878—1890 — «Лландидно Глоддич»
- 1890—1988 — «Лландидно Свифтс»
- 1988—н. в. — «Лландидно»

## Достижения
- Премьер Лига
  - Бронзовый призёр (1): 2015/16
- Камри Альянс
  - Чемпион (1): 2014/15
  - Второе место (1): 2002/03
- Национальная лига
  - Чемпион (1): 1922/23
- Кубок Камри Альянс
  - Победитель (1): 2009/10
  - Финалист (1): 1995/96
- FAW Трофи
  - Победитель (1): 1891/92

## Статистика выступлений с 2000 года
| Сезон   | Ранг | Турнир       | Место | И  | В  | Н  | П  | ГЗ | ГП | РГ  | Очки | Кубок      | Исход |
| ------- | ---- | ------------ | ----- | -- | -- | -- | -- | -- | -- | --- | ---- | ---------- | ----- |
| 2000/01 | 2    | Камри Альянс | 7     | 32 | 14 | 6  | 12 | 46 | 52 | -6  | 48   | 1-й раунд  |       |
| 2001/02 | 2    | Камри Альянс | 10    | 34 | 12 | 3  | 19 | 55 | 80 | -25 | 39   | 3-й раунд  |       |
| 2002/03 | 2    | Камри Альянс | 2     | 32 | 20 | 7  | 5  | 81 | 41 | +40 | 67   | 1/8 финала |       |
| 2003/04 | 2    | Камри Альянс | 7     | 32 | 15 | 6  | 11 | 63 | 50 | +13 | 51   | 2-й раунд  |       |
| 2004/05 | 2    | Камри Альянс | 10    | 34 | 12 | 10 | 12 | 66 | 61 | +5  | 46   | 2-й раунд  |       |
| 2005/06 | 2    | Камри Альянс | 6     | 34 | 17 | 8  | 9  | 64 | 40 | +24 | 56*  | 2-й раунд  |       |
| 2006/07 | 2    | Камри Альянс | 10    | 34 | 14 | 6  | 14 | 67 | 59 | +8  | 48   | 1/8 финала |       |
| 2007/08 | 2    | Камри Альянс | 4     | 32 | 16 | 8  | 8  | 58 | 36 | +22 | 56   | 2-й раунд  |       |
| 2008/09 | 2    | Камри Альянс | 5     | 32 | 16 | 9  | 7  | 65 | 33 | +32 | 57   | 1-й раунд  |       |
| 2009/10 | 2    | Камри Альянс | 3     | 32 | 19 | 8  | 5  | 73 | 31 | +42 | 65   | 3-й раунд  |       |
| 2010/11 | 2    | Камри Альянс | 6     | 30 | 13 | 10 | 7  | 50 | 35 | +15 | 49   | 2-й раунд  |       |
| 2011/12 | 2    | Камри Альянс | 8     | 30 | 14 | 7  | 9  | 55 | 40 | +15 | 49   | 1/8 финала |       |
| 2012/13 | 2    | Камри Альянс | 12    | 30 | 8  | 8  | 14 | 36 | 58 | -22 | 32   | 2-й раунд  |       |
| 2013/14 | 2    | Камри Альянс | 5     | 30 | 12 | 9  | 9  | 55 | 42 | +13 | 45   | 2-й раунд  |       |
| 2014/15 | 2    | Камри Альянс | 1     | 30 | 22 | 5  | 3  | 96 | 27 | +69 | 71   | 1-й раунд  |       |
| 2015/16 | 1    | Премьер лига | 3     | 32 | 15 | 7  | 10 | 53 | 46 | +7  | 52   | 3-й раунд  |       |
| 2016/17 | 1    | Премьер лига | 9     | 32 | 7  | 14 | 11 | 31 | 45 | -14 | 35   | 1/8 финала |       |

- Снято три очка.

## Выступления в еврокубках
| Сезон   | Турнир           | Раунд                         | Соперник | Дома | В гостях | Общий счёт |  |
| 2016/17 | Лига Европы УЕФА | Первый квалификационный раунд | Гётеборг | 1:2  | 0:5      | 1:7        |  |